# Rauðaborg
Rauðaborg är en kulle i republiken Island. Den ligger i regionen Västfjordarna, 180 km norr om huvudstaden Reykjavík. Toppen på Rauðaborg är 537 meter över havet.
Trakten runt Rauðaborg är nära nog obefolkad, med mindre än två invånare per kvadratkilometer. Det finns inga samhällen i närheten. Trakten runt Rauðaborg består i huvudsak av gräsmarker.